# Meininger Zweirad Museum
Das Meininger Zweirad Museum ist ein Fahrzeugmuseum in der südthüringischen Kreisstadt Meiningen.

## Geschichte
Das Meininger Zweirad Museum wurde am 13. Dezember 2000 eröffnet. Im Februar 2000 nahm sich der Verein „Meininger Zweirad Museum e.V.“ zum Ziel, ein Museum für Zweiradfahrzeuge aus DDR-Produktion in Meiningen einzurichten. Viele von den Vereinsmitgliedern organisierte Fahrzeuge wurden und werden wieder in den Originalzustand restauriert. Das Museum ist an zwei bis drei Tagen pro Woche geöffnet.

## Ausstellungsgegenstände
Im Museum werden alle in der DDR produzierten Typen von motorgetriebenen Zweirädern sowie einige Automobile präsentiert. Der Schwerpunkt liegt auf Motorrädern. Es sind 77 Motorräder, 32 Mopeds und 8 Fahrräder ausgestellt. Dazu gehören Fahrzeuge von MZ, Simson, HMW und MIFA. Genannt werden von Simson Spatz, Star, Sperber und Habicht.
Die Ausstellung umfasst weiter zahlreiche für die Volkspolizei und der NVA produzierte Motorräder und Automobile, darunter auch Fahrzeuge aus sowjetischer Produktion.

Ausstellung
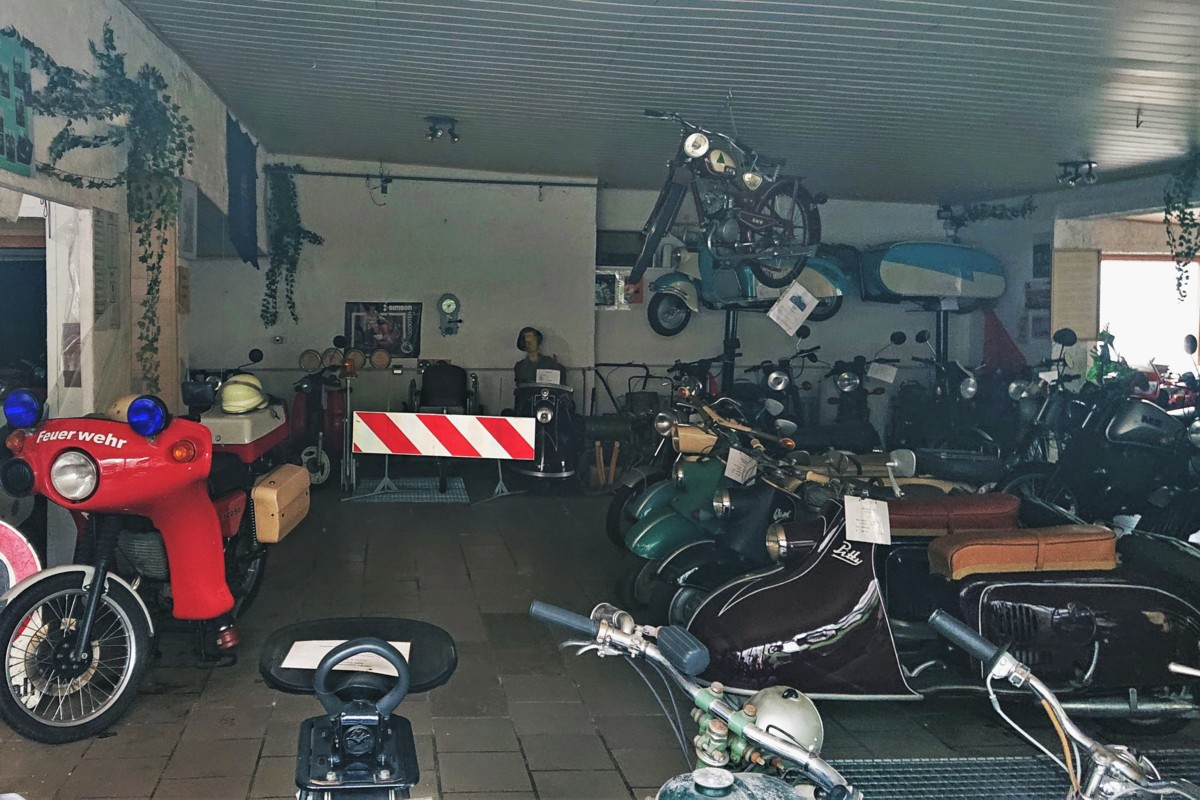
Blick in die Ausstellung
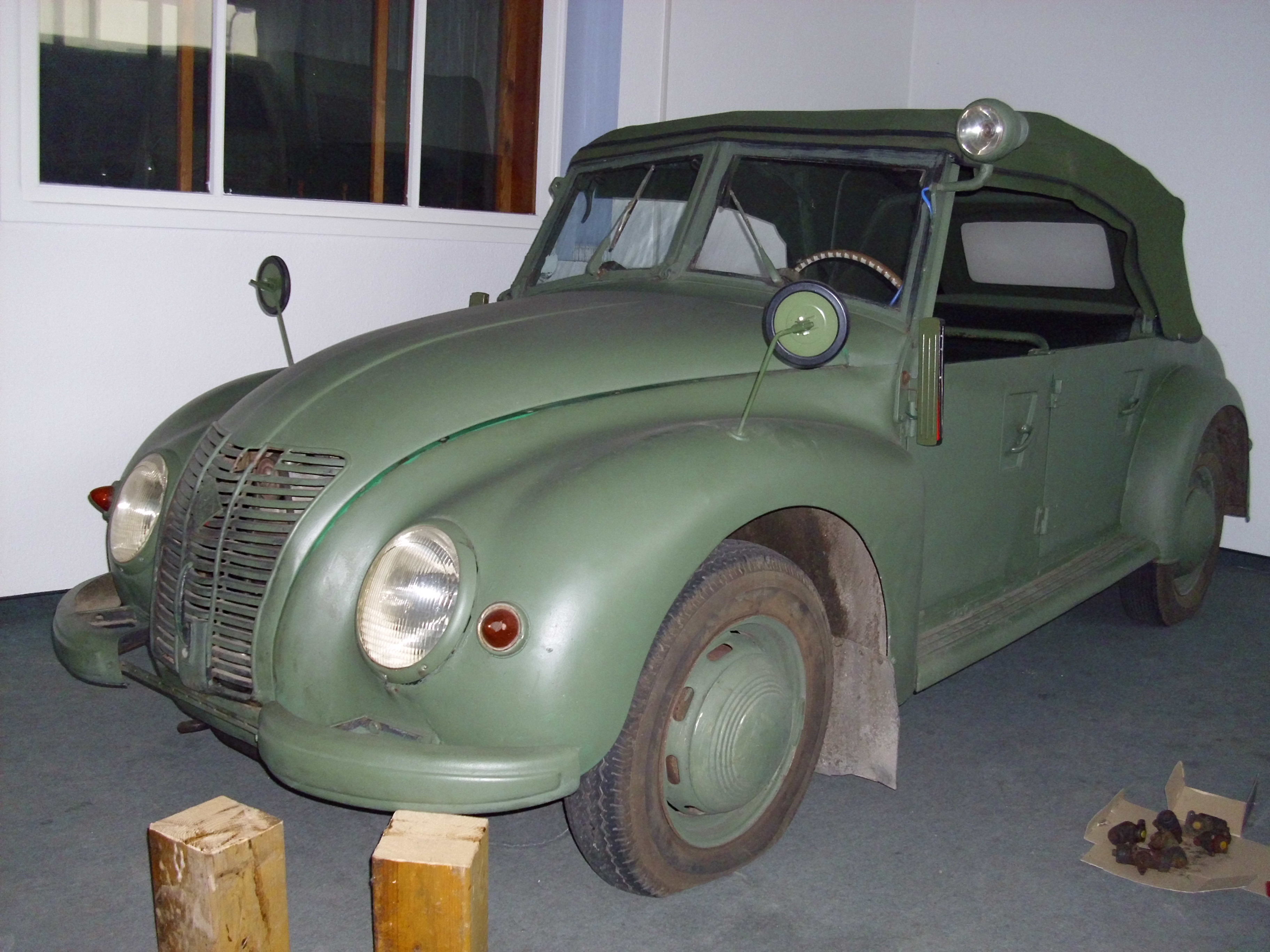
IFA F 9 als Kübelwagen
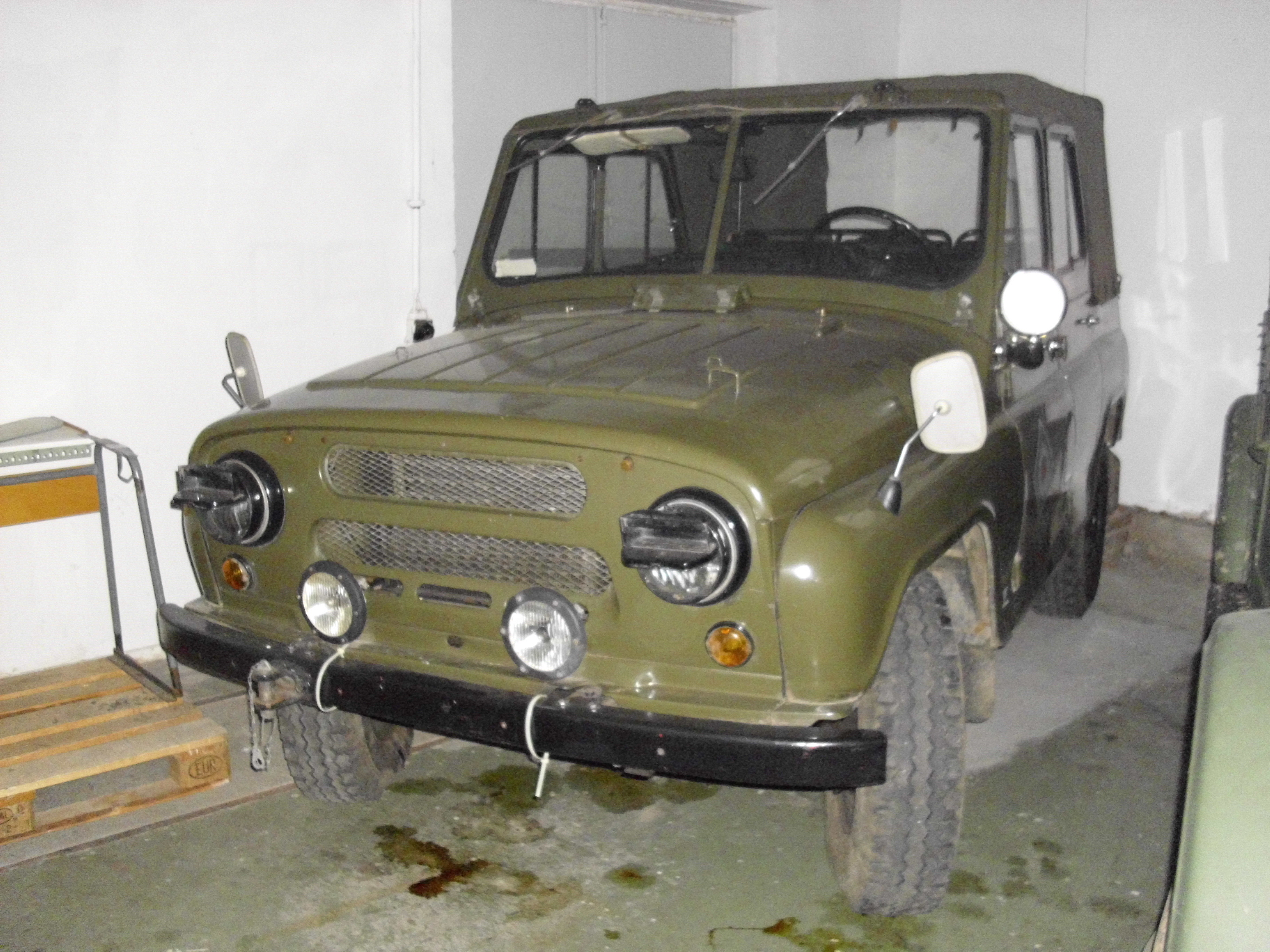
UAZ-469
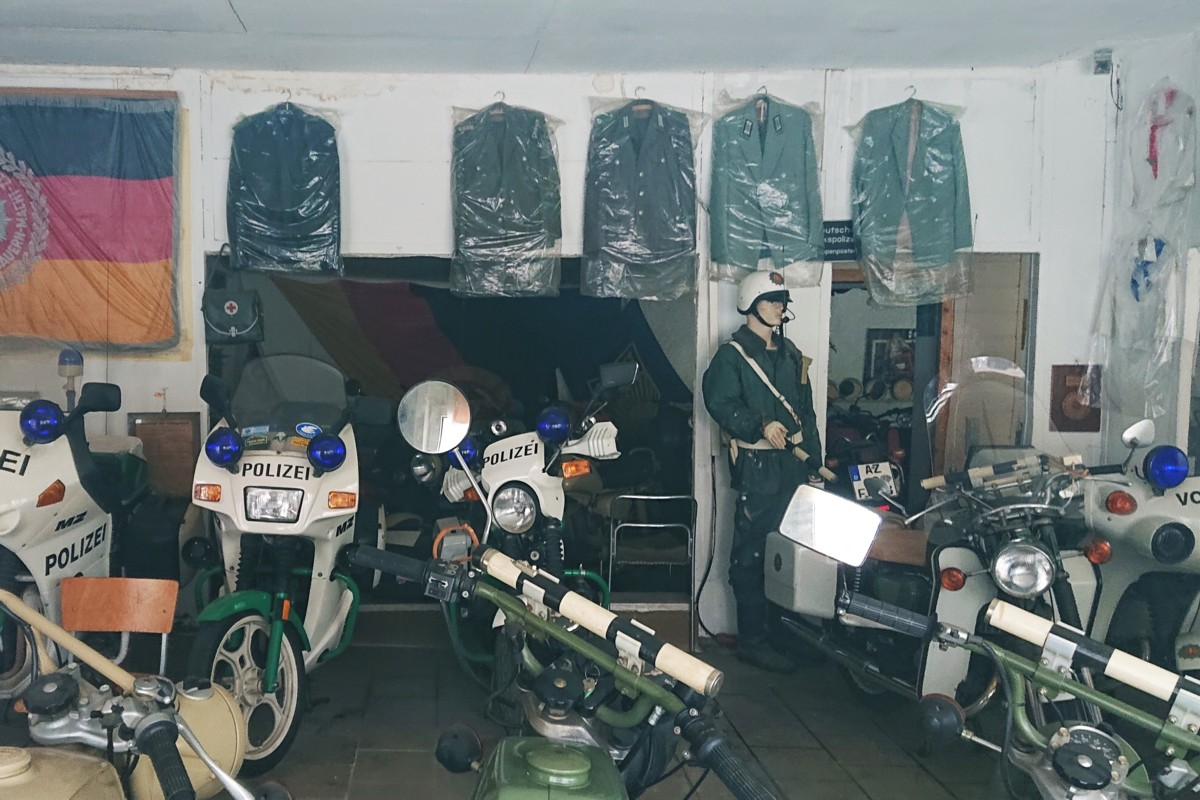
Polizei-Motorräder